# Bernadette Soubirous
Bernadette Soubirous (Lourdes, 7 de janeiro de 1844 – Nevers, 16 de abril de 1879) foi uma religiosa francesa, canonizada pela Igreja Católica. É conhecida por ter testemunhado, aos catorze anos de idade, várias  aparições de uma "senhora"  vestida de branco que pediu a construção de uma capela numa gruta em Lourdes, na França. Estas dezoito aparições ocorreram entre 11 de fevereiro e 16 de julho de 1858, e mais tarde a senhora que lhe apareceu identificou-se como a Imaculada Concepção.

## Biografia

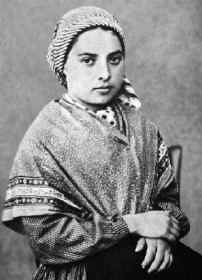

Nascida "Marie-Bernarde Soubirous" filha de um pobre moleiro chamado François "Francisco" Soubirous (1807–1871) e de Louise "Luisa" Casteròt (1825–1866), a francesa Bernadette foi a primeira de nove filhos. Na  infância, ela trabalhou como pastora e criada doméstica. O pai esteve preso sob a acusação de furto de farinha, contudo foi absolvido.
Durante os dez primeiros anos, a menina morou no moinho de Boly (onde nasceu). Passando por graves dificuldades financeiras, a família mudou-se depois para Lourdes, onde vivia em condições de miséria, morando no prédio da antiga cadeia municipal, que fora abandonado pouco antes. Apesar de parecer insalubre, todos viviam no andar superior do edifício, ocupado pelo primo de Francisco Soubirous, pai de Bernadette. Era um buraco infecto, sombrio, e a divisão inabitável da antiga prisão abandonada por causa da insalubridade.
Desde pequena, Bernadette teve a saúde debilitada devido à extrema pobreza de sua habitação. Nos primeiros anos de vida foi acometida pela cólera, o que a deixou extremamente enfraquecida. E, por causa também do clima frio no inverno, adquiriu asma, aos 10 anos. Tinha dificuldades de aprendizagem formal e na catequese, o que fez com que a sua primeira comunhão fosse atrasada. Não pôde frequentar a escola, mantendo-se analfabeta até os 14 anos.
No dia 11 de fevereiro de 1858, em Lourdes — cidade com cerca de quatro mil habitantes —, Bernadette disse ter visto a aparição de uma "jovem" envolta em luz na gruta denominada massabielle ( "pedra velha" ou "rocha velha"), junto à margem do rio Gave. Outras aparições sucederam até que Bernadette perguntou à "jovem" quem ela era. Segundo seu relato ao pároco local, Pe. Dominique, a resposta foi: "Eu sou a Imaculada Conceição". O que causou espanto e comoção ao padre, que sabia que a moça não estava inventando: ela não tinha nenhum conhecimento do significado de suas palavras, muito menos conhecimento do dogma "Imaculada Conceição", então recentemente promulgado pelo Papa.[carece de fontes?]
Enquanto o assunto era submetido à hierarquia eclesiástica, que se comportava com cética prudência, curas cientificamente inexplicáveis foram verificadas na gruta de "massabielle". Em 25 de fevereiro de 1858, na presença de uma multidão, surgiu sob as mãos de Bernadette uma fonte — que jorra água até os dias de hoje, cerca de cinco mil litros por dia.[carece de fontes?]
Sofrimento para atestar a autenticidade das aparições

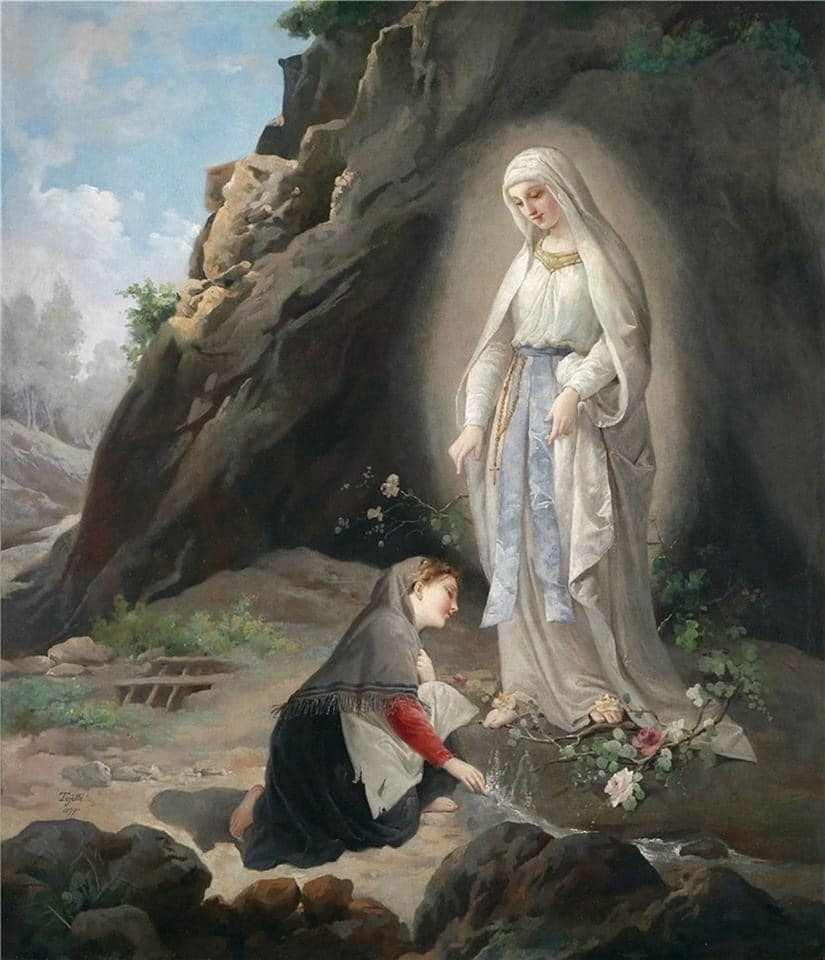
A aparição da Virgem Maria a Bernadette Soubirous (por Virgílio Tojetti, 1877)

Bernadette afirmou ter tido 18 visões da Virgem Maria, no mesmo local, entre 11 de fevereiro a 16 de julho de 1858. E defendeu a autenticidade das aparições com uma firmeza incomum para uma adolescente com temperamento humilde e obediente, além de níveis baixíssimos de instrução e sócio-econômico. Manteve-se contra a opinião de sua família, do clero e das autoridades públicas. Foi submetida, pelas autoridades civis, a métodos de interrogatórios, constrangimentos e intimidações inadmissíveis. Mas nunca vacilou em afirmar, com toda a convicção, a autenticidade das aparições, o que fez até a sua morte, em 1879.
Em 1860, para fugir à curiosidade geral e assédio, Bernadette refugiou-se, como "pensionista indigente", no Hospital das Irmãs da Caridade de Nevers, em Lourdes. Ali recebeu instrução e, em 1861, fez de próprio punho o primeiro relato escrito das visões de Nossa Senhora. No dia 18 de janeiro de 1862, Monsenhor Bertrand Sévère Laurence, Bispo de Tarbes, reconheceu pública e oficialmente a realidade do fato das aparições.
Em julho de 1866, Bernadette inicia o noviciado no convento de Saint-Gildard e, em 30 de outubro de 1867, faz a profissão de religiosa da Congregação das Irmãs da Caridade de Nevers. Dedicou-se à enfermagem até ser imobilizada, em 1878, pela doença que lhe causou a morte.

Uma imensa multidão assistiu ao seu funeral, em 19 de abril de 1879, sendo necessário ser adiado por causa da grande afluência de pessoas. Em 20 de agosto de 1908, Monsenhor Gauthey, bispo de Nevers, constituiu um tribunal eclesiástico para investigar "o caso Bernadette Soubirous".

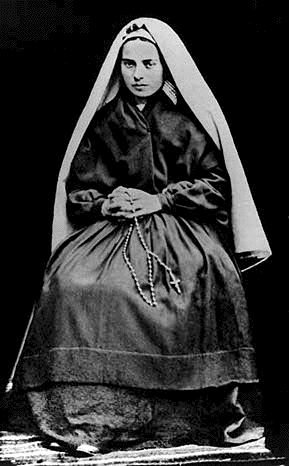

## Centro de peregrinações

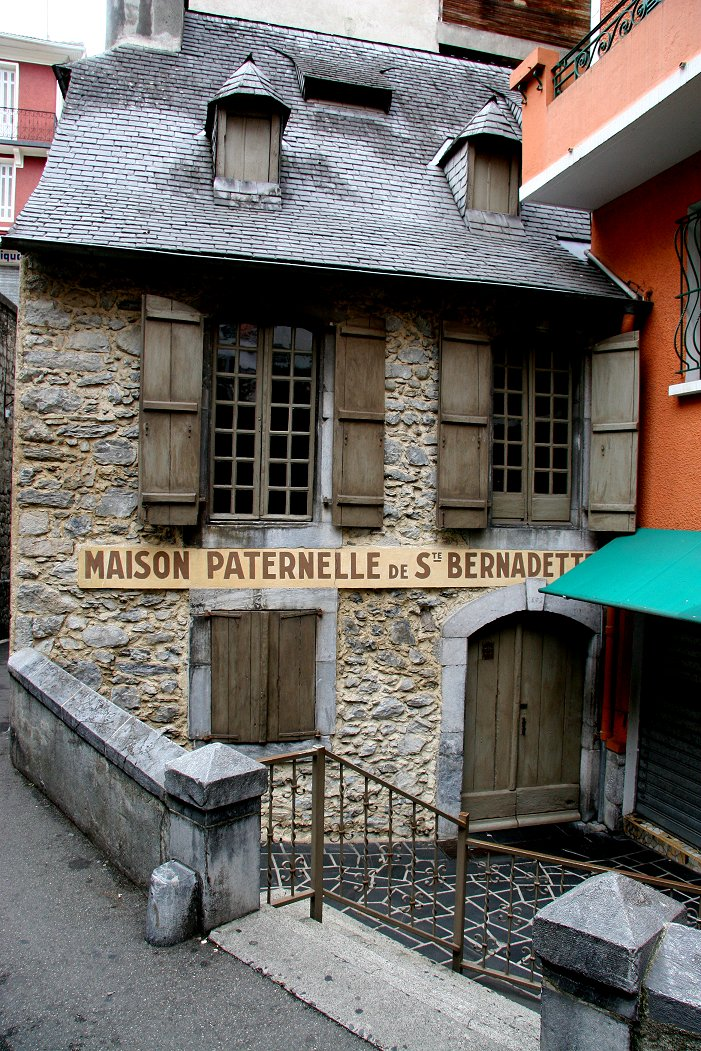
Casa da Família Soubirous.

Em virtude das divulgadas manifestações divinas nos arredores da cidade, uma grande massa peregrinatória se formou em direção à gruta, estimulada pelos rumores de curas milagrosas por intermédio da água da fonte de Nossa Senhora de Lourdes.
A pedido do comissário de polícia, Jacomet, o prefeito de Lourdes, Alexis Lacadé, tomou a decisão de proibir, a partir de 8 de junho de 1858, o acesso à gruta. Três meses depois, o Imperador Napoleão III e a Imperatriz Eugênia estavam em Biarritz. E a imperatriz, informada dos acontecimentos ocorridos em Lourdes, solicitou ao imperador que pedisse explicações ao arcebispo de Auch, metropolitano de Tarbes e Lourdes. Depois, determinou ao ministro de Cultos: "Desejo que o acesso à gruta fique livre, como também o uso da água do manancial." No dia 2 de outubro de 1858, foi retirada a proibição de acesso à Gruta de Massabielle. E Lourdes, rapidamente, tornou-se um dos mais importantes centros de peregrinação da cristandade, até hoje.

## Alegados milagres em vida

### O milagre do círio
Segundo o biógrafo de Bernadette, Francis Trochu, os fatos foram acompanhados de perto pelo doutor Douzous, na época médico de Lourdes — um burguês conhecido por sua ciência e filantropia, mas que não era frequentador da Igreja, salvo em eventos sociais ou festas oficiais. Em razão do "milagre do círio", em 7 de abril de 1858, durante a 17.ª aparição da Virgem, o Dr. Douzous se convenceu da boa-fé de Bernadette. Naquele dia, o médico observou que enquanto se encontrava em "êxtase" Bernadette tinha na mão direita um círio grande aceso, e, a certa altura, todos viram com assombro e pavor a chama do círio enrolar-se à volta da sua mão esquerda sem a queimar.
O médico observou o fenômeno atentamente com o relógio em punho: o acontecimento durou 15 minutos. Ao fim do êxtase, ele examinou a mão de Bernadette e não viu sinal de queimadura. Tentou, então, aproximar a chama das suas mãos após a sua volta ao estado normal, o que a fez reagir e gritar: "Mas o senhor está queimando-me". Perplexo, o médico declarou acreditar por ter visto com os próprios olhos.

### A cura de uma deficiente
Catarina Latapié, após uma queda de um carvalho, no qual subira para tirar bolotas para os porcos, teve o braço deslocado e dois dedos da mão direita dobrados, paralisados. O fato aconteceu em outubro de 1856, e o médico só conseguiu consertar o seu braço, mas os dedos não tiveram jeito. E isso a impedia de fazer o seu trabalho, não a deixava tricotar e nem fiar; estava sendo a sua ruína.
Apesar de encontrar-se grávida de 9 meses, saiu a pé de sua casa na noite do dia 28 de fevereiro para Lourdes, distante 7 quilômetros, levando os seus dois filhos mais novos. Assistiu à Aparição do dia 1.º de março e fez fervorosas preces a Deus por intercessão de Nossa Senhora, pedindo a cura dela. Terminada a aparição, sobe até o fundo da gruta e mergulha a mão na fonte que tinha formado, cujas águas deslizavam mansamente formando um pequeno regato que corria para o Gave. E fica curada.

### A cura de um tuberculoso
Uma mãe, cujo filho era portador da tuberculose, desenganado pela medicina, vai até o Convento onde Bernadette se encontrava, levando consigo a coberta do berço da criança, com pretexto de que o bordado não estava terminado. Sempre disposta a ajudar, Bernadette termina o bordado da manta, decorando-a com motivos e rendas rebuscadas. Após deitar a criança doente no berço forrado, ela se cura milagrosamente de sua enfermidade.

### A cura de uma menina que não andava
Em outra oportunidade, uma mãe com sua filha, que tinha uma incurável enfermidade que a impedia de andar, decidiu levá-la ao Convento. Enquanto falava à mãe, a Madre confiou a menina aos braços de Bernadette, recomendando que não a pusesse no chão. Quando a Superiora foi procurá-la, encontrou-a chorando, com receios de ser censurada. É que a criança debatera-se de tal modo nos braços de Bernadette, que ela se viu obrigada, apesar da proibição, a colocá-la no chão, por onde andava e corria com toda alegria, em volta dela.

## Impacto de suas visões
Assim como qualquer local onde houve ou há alegadas manifestações de uma força sobrenatural, Lourdes é hoje um grande centro de peregrinação católica, com cerca de 6 milhões de visitantes anuais, interessados não somente no turismo religioso, mas também na história, arquitetura e belezas naturais singulares da pequena cidade. Tal massa turística injeta dezenas de milhões de euros no comércio geral, o que transforma Lourdes numa parte importante do PIB francês. Além disso, as visões de Bernadette, junto às de Fátima, em Portugal, foram as mais famosas de uma série de manifestações Marianas (de Maria) que fortaleceram ainda mais a veneração à Nossa Senhora, mãe de Jesus. Houve também a confirmação do dogma da Imaculada Conceição, que fora declarado pelo Papa pouco tempo antes.

## Canonização
Em 8 de Dezembro de 1933, festa da Imaculada Conceição, Bernadette foi canonizada como Santa Bernadette Soubirous, pelo Papa Pio XI, depois de terem sido reconhecidas pela Santa Sé as virtudes pessoais e curas milagrosas a ela atribuídas após a morte. Sua festa litúrgica é celebrada na Igreja Católica no dia 16 de abril. Na França, é celebrada no dia 18 de fevereiro. A ela têm sido atribuídos vários milagres. Em 1983, o Papa João Paulo II esteve em Lourdes em peregrinação, e ali retornou em agosto de 2004.

### Veneração popular
Bernadette Soubirous é, seguramente, uma das personalidades femininas mais veneradas por dulia ao redor do mundo. Tal título, pode ser expresso pelo relativamente curto período de tempo a qual foi sujeita às burocracias impostas pela Santa Sé para que lhe fosse autorizado o culto público legal. O fato de seu corpo incorrupto (o qual lhe rendeu o nome popular de "Santa Dormente"), seus supostos milagres não-póstumos e as crenças acerca de suas visões da Virgem Maria em Lourdes, foram fatores decisivos para que a população de Nevers, onde morreu, da França e até mesmo da Europa rapidamente a incorporassem como santa, até mesmo antes de sua morte. Pressionados pela grande massa popular que queria Bernadette canonizada, o então Papa autorizou seu culto como venerável.

### Corpo incorrupto

#### Primeira exumação

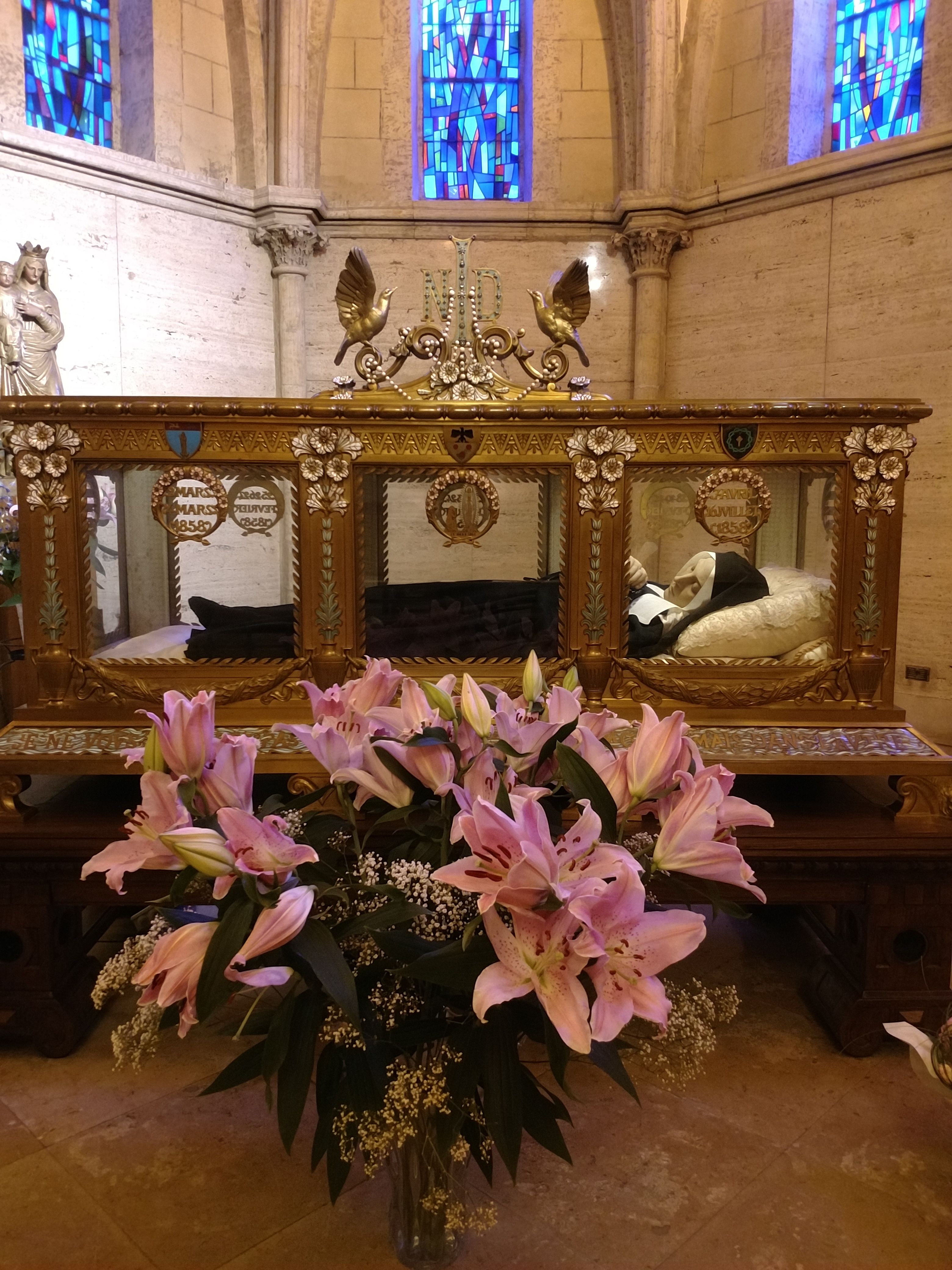
O túmulo com o corpo incorrupto de Santa Bernadette de Lourdes encontra-se exposto para devoção pública no Convento de Saint Gilard em Nevers.

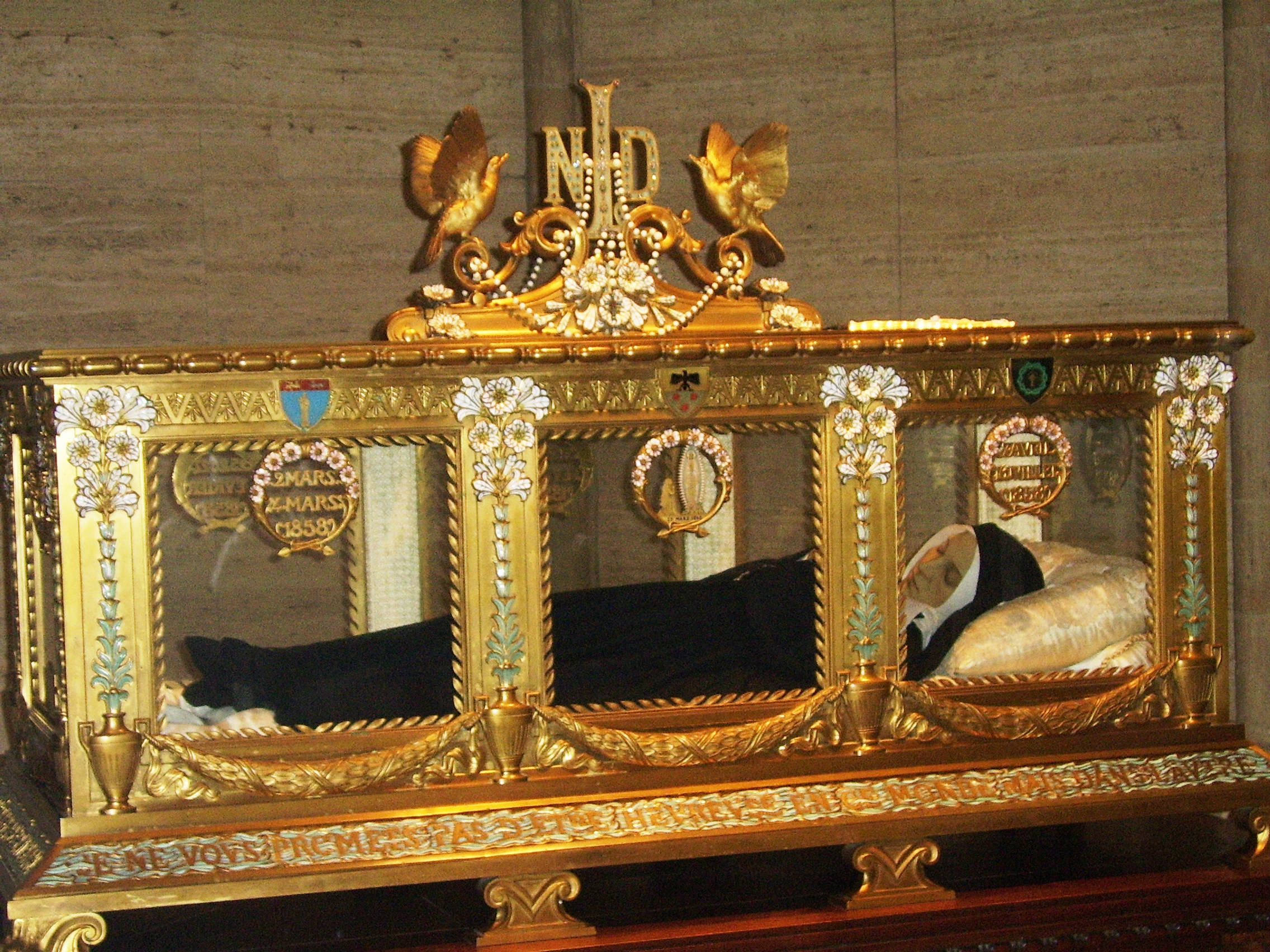
O corpo incorrupto de Santa Bernadette de Lourdes, após quase 150 anos.

Após quase 150 anos, não existe o mínimo sinal de putrefação. Em 22 de setembro de 1909, trinta anos após o velório, seu cadáver foi exumado e o corpo encontrado intacto.
Relatório dos Drs. David e Jordan, que conduziram a primeira exumação:
“O caixão foi aberto na presença do Bispo e do Prefeito de Nevers, seus principais representantes e diversos religiosos. Não notamos nenhum odor. O corpo estava vestido com o Hábito da Ordem a que pertencia Bernadette. O Hábito estava úmido. Apenas a face, mãos e antebraços estavam descobertos." "A cabeça estava inclinada para a esquerda. A face estava lânguida e branca. A pele estava apegada aos músculos e estes apegados aos ossos. As cavidades oculares estavam cobertas pelas pálpebras […] Nariz dilatado e enrugado. Boca levemente aberta e se podia ver os dentes no lugar. As mãos, cruzadas sobre o peito, estavam perfeitamente preservadas, bem como suas unhas. As mãos seguravam um terço. Podia se observar as veias no antebraço." "Os pés estavam enrugados e as unhas intactas, Quando o Hábito foi removido, e o véu levantado de sua cabeça, pôde se observar um corpo rígido, pele esticada […] Seu cabelo estava com um corte curto e bem preso à cabeça. As orelhas estavam em perfeito estado de conservação […] O abdome estava esticado, assim como o resto do corpo. Ao ser tocado, tinha um som como de papelão. O joelho direito estava mais largo que o esquerdo. As costelas e músculos se observavam sob a pele […] "O corpo estava tão rígido que podia ser virado para um lado e para o outro […]" Em testemunho de que temos corretamente escrito esta presente declaração, a qual representa a verdade em sua totalidade.
Nevers, 22 de setembro de 1909, Drs. Ch. David, A. Jourdan.”
Em 23 de outubro de 1909 é aberto o processo ordinário na Sagrada Congregação de Ritos, em 13 de agosto de 1913 segue-se o processo apostólico sob o controle direto da Santa Sé.

#### Segunda exumação
Dez anos depois da primeira exumação, em 1919, houve uma nova exumação do corpo de Santa Bernadette, conduzida pelos Doutores Talon e Comte, com a presença do Bispo da cidade de Nevers, bem como do Comissário de Polícia e representantes da municipalidade e da igreja. A situação encontrada foi exatamente a mesma da primeira exumação.
Parte do relatório do Dr. Comte, sobre esta segunda exumação:
“Deste exame, concluo que permanece intacto o corpo da Venerável Bernadette, esqueleto completo, músculos atrofiados, mas bem preservados; apenas a pele, que estava enrugada, pelos efeitos da umidade do caixão. […] O corpo não estava em putrefação nem decomposição, o que seria esperado como normal, após quarenta anos de seu sepultamento."
Nevers, 3 de abril de 1919, Dr. Comte.

#### Terceira exumação e Beatificação
A 18 de novembro de 1923 o Papa Pio XI assina o decreto que reconhece a heroicidade das virtudes de Bernadette.
Uma terceira exumação foi efetuada em 12 de Junho de 1925, para a retirada das “Relíquias”, logo após sua beatificação. A canonização viria oito anos mais tarde, em 1933.
Sobre esta última exumação, escreveu o Dr. Comte em seu relatório:
“Eu queria abrir o lado esquerdo do tórax para retirar algumas costelas e então remover o coração, o qual eu tinha certeza que estaria intacto. Porém, como o tronco estava levemente apoiado no braço esquerdo, haveria dificuldade em ter acesso ao coração. Como a Madre Superiora expressou o desejo de que o coração de Santa Bernadette não fosse retirado, bem como também este era o desejo do Bispo, mudei de ideia de abrir o lado esquerdo do tórax, e apenas retirei duas costelas do lado direito, que estavam mais acessíveis. O que mais me impressionou durante esta exumação foi o perfeito estado de conservação do esqueleto, tecidos fibrosos, musculatura flexível e firme, ligamentos e pele após 46 anos de sua morte. Após tanto tempo, qualquer organismo morto tenderia a desintegrar-se, a se decompor e adquirir uma consistência calcária. Contudo, ao cortar, eu percebi uma consistência quase normal e macia. Naquele momento, eu fiz esta observação a todos os presentes de que eu não via aquilo como um fenômeno natural.”
Uma urna de cristal foi confeccionada para guardar o corpo de Santa Bernadette. As freiras cobriram seu rosto e as mãos com uma camada fina de cera e, desse jeito, foi colocada dentro da urna. Esta urna com seu corpo ainda quase incorrupto encontra-se desde 3 de agosto de 1925 na Igreja de Saint Gildard, em Nevers, França. As Irmãs de Nevers não enclausuraram sua urna, estando livre para visitação e encorajam os visitantes a se aprofundarem mais no estudo do exemplo de vida e mensagens deixadas pela Irmã Santa.

### Curas extraordinárias

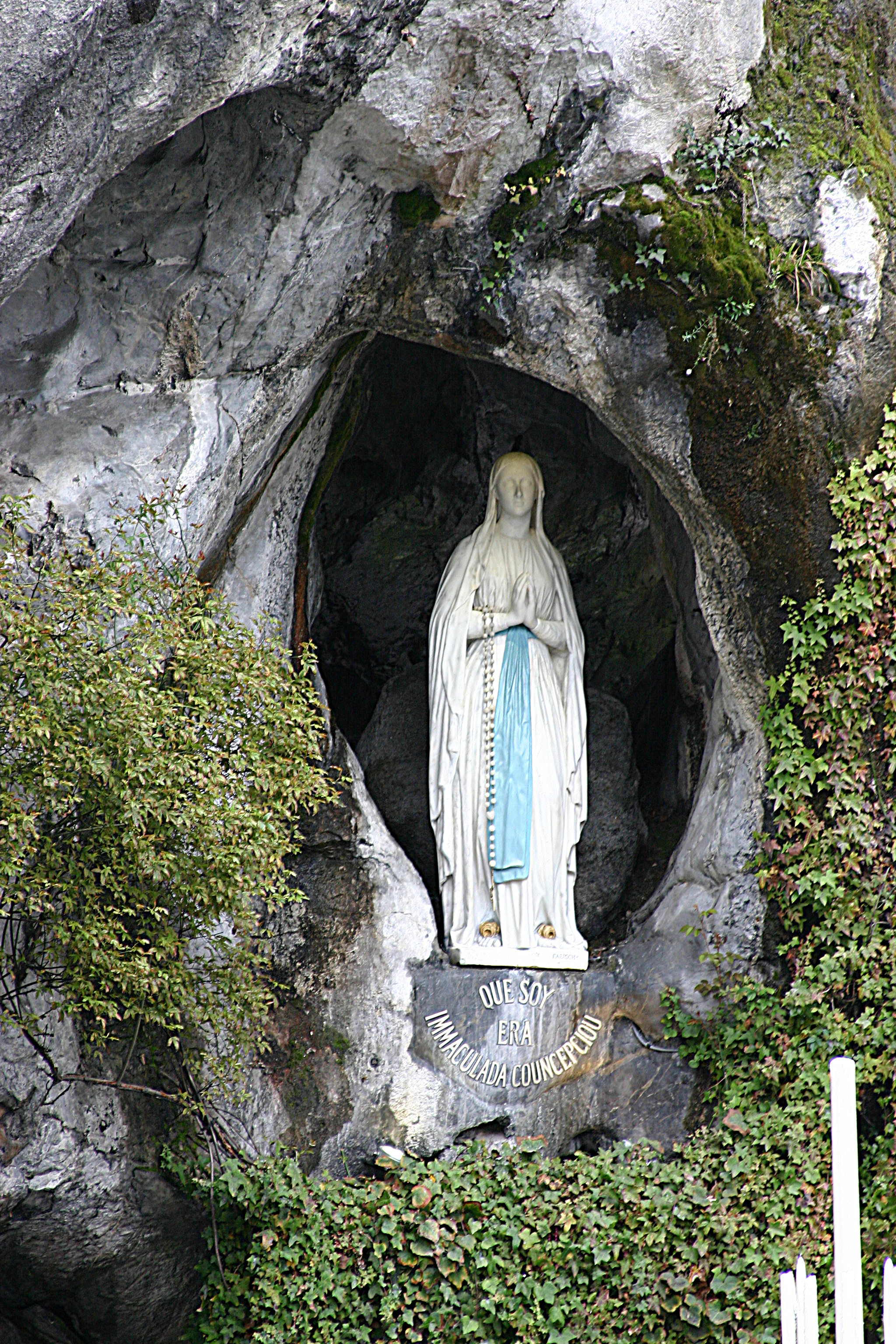
Nossa Senhora de Lourdes.

Desde 1856 funciona no Santuário o Bureau de constatations médicales (Comissão de exames médicos) que é chefiado por um médico indicado pelo bispo de Tarbes. As curas ali ocorridas e aparentemente inexplicáveis do ponto de vista científico são examinadas pelo chefe do bureau e por uma junta especialmente convocada para o ato, formada por todos os médicos que porventura se encontrarem em Lourdes no momento, independentemente da sua religião. Se mais de três quartos dos integrantes da junta considerarem que a cura é inexplicável o caso é submetido ao Comitê Médico Internacional de Lourdes.
O Comitê é formado por vinte médicos notáveis de várias especialidades e de diversas nacionalidades e religiões, inclusive ateus e agnósticos; se pelo voto de dois terços considerarem o caso "inexplicável pela ciência" o assunto é encaminhado ao bispo da diocese da pessoa curada que, depois de examinar aspectos morais, teológicos e canônicos, pode declarar ou não a ocorrência de milagre.
O Comitê tem sido rigoroso, apesar da grande fama de Lourdes como centro na realização de curas (mais de sete mil já foram listadas), o comitê até ao ano de 2004 reconheceu apenas 66 curas realmente inexplicáveis do ponto de vista médico e científico.
O principal biógrafo de Bernadette é Francis Trochu que trata amplamente do caso das aparições, apoiando-se em testemunhos e documentos de época.

## Sesquicentenário das aparições
Em 5 de dezembro de 2007, a Santa Sé tornou público decreto pelo qual o Papa Bento XVI concede aos fiéis a indulgência plenária por motivo do 150.º aniversário das "aparições da Bem-aventurada Virgem Maria" em Lourdes (In occasione del 150° anniversario della manifestazione della Beata Vergine Maria nella Grotta di Massabielle, vicino a Lourdes). De acordo com o decreto, que foi subscrito pelo cardeal James Francis Stafford e pelo bispo Gianfranco Girotti, O.F.M. Conv., respectivamente Penitenciário Maior e Regente da Penitenciária Apostólica aqueles que fizerem uma peregrinação a Lourdes entre 8 de dezembro de 2007 e 8 de dezembro de 2008 e cumprirem as condições estabelecidas ou "Se de 2 de fevereiro de 2008 (…) até 11 de fevereiro de 2008, memória litúrgica da Bem-aventurada Virgem Maria de Lourdes e 150.º aniversário da aparição, visitam em qualquer templo, oratório, gruta ou lugar decoroso a imagem bendita da Virgem Maria, exposta solenemente à veneração pública e ante a mesma participam em um ato de devoção mariana ou ao menos recolhem-se em meditação e concluem com a oração do Pai Nosso, o Credo (…) e a invocação da Bem-aventurada Virgem Maria."

## Encíclicas relacionadas
| “ | Os acontecimentos que então se desenrolaram em Lourdes e cujas proporções espirituais melhor medimos hoje, são-vos bem conhecidos. Sabeis, caros filhos e veneráveis irmãos, em que condições estupendas, apesar de zombarias, de dúvidas e de oposições, a voz daquela menina, mensageira da Imaculada, se impôs ao mundo. Sabeis a firmeza e a pureza do testemunho, experimentado com sabedoria pela autoridade episcopal e por ela sancionado desde 1862. Já as multidões haviam acorrido e não têm cessado de precipitar-se para a gruta das aparições, para a fonte milagrosa, para o santuário elevado a pedido de Maria. É o comovente cortejo dos humildes, dos doentes e dos aflitos; é a imponente peregrinação de milhares de fiéis de uma diocese ou de uma nação; é a discreta diligência de uma alma inquieta que busca a verdade … Dizíamos nós: "Jamais num lugar da terra se viu semelhante cortejo de sofrimento, jamais semelhante irradiação de paz, de serenidade e de alegria!. E, poderíamos acrescentar, jamais se saberá a soma de benefícios de que o mundo é devedor à Virgem auxiliadora! "Ó gruta feliz, honrada pela presença da Mãe de Deus! Rocha digna de veneração, da qual brotaram abundantes as águas vivificadoras!" (…) Estes cem anos de culto mariano teceram, ademais, entre a Sé de Pedro e o santuário pirenaico laços estreitos, que nos apraz reconhecer. A própria virgem Maria não desejou essas aproximações? "O que em Roma, pelo seu magistério infalível, o sumo pontífice definia, a Virgem Imaculada Mãe de Deus, a bendita entre as mulheres, quis, ao que parece, confïrmá-lo por sua boca, quando pouco depois se manifestou por uma célebre aparição na gruta de Massabielle". Certamente, a palavra infalível do pontífice romano, intérprete autêntico da verdade revelada, não necessitava de nenhuma confirmação celeste para se impor à fé dos fiéis. Mas com que emoção e com que gratidão o povo cristão e seus pastores não recolheram dos lábios de Bernadette essa resposta vinda do céu: "Eu sou a Imaculada Conceição"! | ” |

## Representações na cultura
Bernadette Soubirous foi representada por Jennifer Jones na cinebiografia A Canção de Bernadette, dirigida por Henry King em 1943. A atuação de Jones lhe valeu um Oscar de melhor atriz, além de um Globo de Ouro de melhor atriz em filme dramático.